# Elecciones presidenciales de Brasil de 1974
Las elecciones presidenciales de Brasil de 1974 se realizó por votación indirecta, por medio de un colegio electoral. Fue elegido Ernesto Geisel con 400 votos contra 76 dados a Ulysses Guimarães.
- Datos: Q6379242